# وینکانتون
latitudeوینکانتونlongitudeوینکانتون
وینکانتون (به انگلیسی: Wincanton) یک شهرک در بریتانیا است که در انگلستان واقع شده‌است.

## خصوصیات
وینکانتون ۵٬۲۷۲ نفر جمعیت دارد.